# Hongaarse Hond met Twee Staarten-partij
De Hongaarse Hond met Twee Staarten-partij (Hongaars: Magyar Kétfarkú Kutya Párt) is een satirische politieke partij in Hongarije. Ondanks dat het al in 2006 werd opgericht, werd het pas in 2014 officieel geregistreerd. De partij is actief tegen de regering van Viktor Orbán en staat vooral bekend om hun ludieke plannen zoals het geven van gratis bier. Het deed mee in de parlementsverkiezingen in 2018, maar het behaalde ondanks hun totaal van 1,73% van de stemmen geen zetels.

## Campagnes
Sinds juni 2015 is de regerende partij Fidesz actief met een grote campagne tegen de toename van de hoeveelheid vluchtelingen in Europa. Als reactie op die campagne begon de MKKP samen met de blog Vastagbőr een "anti-anti-immigratie"-campagne, waarin het de posters van de overheid belachelijk maakt met teksten zoals "Wist je dat er een oorlog woedt in Syrië", "Sorry voor onze Minister-President" of "In de 16e eeuw vonden in Somogy 42 aanvallen door beren plaats".
In oktober 2016 vond een controversiële referendum plaats tegen de Europese migratiequota's, waarop de MKKP reageerde met een nieuwe campagne die opriep om ongeldig te stemmen. Ook kreeg de partij een boete van 100.000 forint na het uitbrengen van een app voor het delen van ongeldige stemmen. Uiteindelijk waren 6,2% van de stemmen in de referendum ongeldig. 

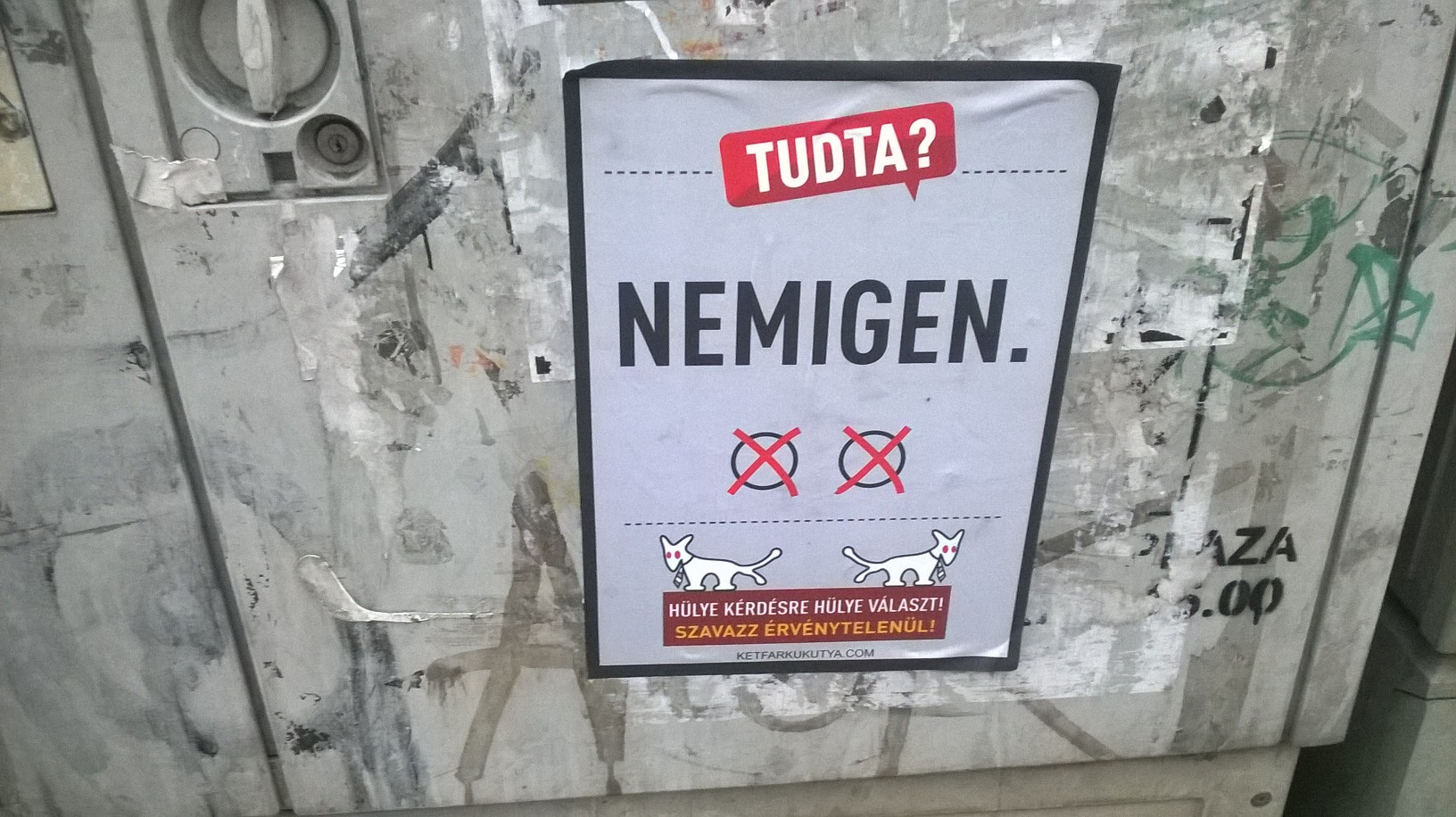
"Janee"-campagne van de MKKP tegen de migratiequotareferendum in 2016.